# Tachina effecta
Tachina effecta là một loài ruồi trong họ Tachinidae.